# Trần Khôn
Trần Khôn (chữ Hán: 陈坤, tiếng Latinh: Chen Kun, tên tiếng Anh: Aloys Chen, sinh ngày 4 tháng 2 năm 1976) là nam diễn viên, ca sĩ người Trung Quốc. Anh từng giành được giải thưởng nam diễn viên xuất sắc nhất tại LHP Bách Hoa, LHP Hoa Biểu, và một đề cử cho Nam diễn viên xuất sắc nhất tại LHP Kim Mã.
Trần Khôn được công chúng biết đến từ bộ phim truyền hình Như sương như mưa lại như gió năm 2001 và bộ phim Kim phấn thế gia năm 2002. Anh nổi tiếng quốc tế từ bộ phim The Knot (Vân Thủy dao) năm 2006 và bộ phim giả tưởng Họa bì năm 2008,Thiên thịnh trường ca 2018.

## Tiểu sử
Trần Khôn sinh ra ở Trùng Khánh. Cha mẹ anh ly hôn ngay sau khi em trai thứ hai được sinh ra. Anh bắt đầu làm việc bán thời gian ở trường trung học để hỗ trợ mẹ mình. Trần Khôn đã từng trải qua nhiều công việc khác nhau như: nhân viên đánh máy tại văn phòng thành phố hay ca sĩ solo tại các câu lạc bộ đêm. Anh đã sớm bộc lộ tài năng trong lĩnh vực ca hát và được khuyến khích mạnh mẽ của giảng viên thanh nhạc của mình và cố vấn để tham gia Trung Quốc Oriental Song và Đoàn ca múa (nay là Trung Quốc Sông Quốc gia và Đoàn ca múa) tại Bắc Kinh vào năm 1995. Năm 1996, anh được nhận vào Học viện Điện ảnh Bắc Kinh với thành tích thủ khoa Khoa Diễn xuất, nơi anh bắt đầu tham gia các lớp học diễn xuất. Anh cùng với Triệu Vy và Huỳnh Hiểu Minh tạo thành Bắc Ảnh Tam Kiếm Khách- bộ 3 nổi tiếng nhất lúc bấy giờ của học viện.
Phim đầu tiên Trần Khôn đóng là phim Quốc ca năm 1999, và nổi từ các bộ phim truyền hình Như sương như vũ lại như phong, Kim phấn thế gia,... Anh được đề cử giải Nam diễn viên xuất sắc nhất từ vai diễn của mình trong phim Khoảnh khắc Tây Hồ năm 2005 tại LHP Kim Mã, đã giành Nam diễn viên xuất sắc nhất cho vai diễn trong Vân thủy dao tại LHP Hoa Biểu năm 2007, và giành Nam diễn viên xuất sắc nhất cho vai diễn trong phim Họa Bì năm 2010 tại LHP Bách Hoa.
Ngoài diễn xuất, Trần Khôn cũng là một ca sĩ thành công. Anh thường xuyên thực hiện bài hát chủ đề cho bộ phim truyền hình của mình và đã phát hành ba album đầy đủ, anh đã giành giải Nam ca sĩ thành công nhất tại Lễ trao giải MTV châu Á cho album thứ hai của mình, Trở thành hiện thực lần nữa. Để hỗ trợ cho album thứ ba bí ẩn & Me, anh đã tổ chức buổi hòa nhạc solo đầu tiên của mình tại Bắc Kinh vào tháng 2 năm 2010. Trần Khôn đã được trao ngôi sao ăn chay quyến rũ nhất châu Á của năm 2013.
Trần Khôn không lập gia đình nhưng có một con trai tên là Trần Tôn Hựu nhưng không rõ mẹ đứa bé là ai.

## Hoạt động nghệ thuật

### Truyền hình
| Năm  | Phim                                                | Vai diễn                   | Đóng cặp với  | Ghi chú |
| ---- | --------------------------------------------------- | -------------------------- | ------------- | --- |
| 2000 | Như sương như mưa lại như gió                       | Trần Tử Khôn               | Châu Tấn      | Đề cử giải Diễn viên mới xuất sắc nhất LHP truyền hình nghệ thuật Trung Quốc                                      |
| 2001 | Lữ nhân đích cố sự                                  | A Phương                   |               | |
| 2001 | Hồng phấn nữ lang                                   | La Mật Âu                  |               | |
| 2001 | Love in sunshine                                    | Âu Dương Tuấn Nhất         |               | |
| 2001 | Only you                                            | Kha Lỗi                    | Lâm Tâm Như   | Đề cử giải Diễn viên mới xuất sắc nhất LHP truyền hình nghệ thuật Trung Quốc                                      |
| 2002 | Kim phấn thế gia                                    | Kim Yến Tây                | Đổng Khiết    | Giải Diễn viên mới xuất sắc nhất và Nam diễn viên được yêu thích nhất LHP truyền hình nghệ thuật Trung Quốc       |
| 2002 | Mại bản chi gia                                     | Dư Tử Côn                  |               | Vai diễn khách mời                                                                                                |
| 2003 | Nhẫm Huyết Đao (Danh Dương hoa cổ)                  | Danh Dương                 |               | |
| 2003 | Song Hưởng Pháo (Nỗi niềm chàng rể)                 | Từ Hanh                    |               | |
| 2003 | Tạm biệt Vancouver                                  | La Nghi                    |               | Nam diễn viên xuất sắc nhất LHP Chunyan                                                                           |
| 2003 | Hồng sắc địa thảm Hắc sắc mộng                      | Lam Hạo                    |               | |
| 2004 | Eager For True Love                                 | Hồ An                      |               | |
| 2004 | Thiên địa chân tình                                 | Lâm Thế Kiệt               |               | Vai diễn khách mời                                                                                                |
| 2004 | Hero of the Year                                    | Lục Khôn                   |               | |
| 2004 | Phong vũ Tây quan                                   | Lương Cẩm Khôn             | Tôn Lệ        | |
| 2004 | Trường kiếm tương tư                                | Yên Truy Vân               | Lý Băng Băng  | |
| 2005 | Nhẫm huyết đao                                      | Danh Dương                 | Tăng Bảo Nghi | |
| 2006 | Tranh bá                                            | Phạm Lãi                   |               | |
| 2006 | Tình chứng kim sinh                                 | Chu Hạo                    |               | |
| 2006 | Tân Bất liễu tình                                   | Trương Thiếu Kiệt          | Tiết Khải Kỳ  | |
| 2007 | Châu gia hoa viên                                   | Lý Bác Văn                 |               | |
| 2008 | Cố mộng                                             | Lục Thiên Ân               |               | |
| 2018 | Kẻ thoát thân                                       | Kiều Trí Tài/ Kiều Lễ Kiệt |               | |
| 2018 | Thiên Thịnh trường ca (Hoàng quyền - Dịch thiên hạ) | Ninh Dịch                  | Nghê Ni       | Đề cử Nam diễn viên chính xuất sắc nhất Giải Bạch Ngọc Lan, đề cử Nam diễn viên chính xuất sắc nhất giải Hoa Đỉnh |
| TBA  | Thắng thua                                          |                            | Tân Chỉ Lôi   | |
| TBA  | Phong khởi Lũng Tây                                 | Trần Cung                  | Bạch Vũ       | |

### Điện ảnh
| Năm  | Phim                                         | Vai diễn                 | Đạo diễn | Ghi chú |
| ---- | -------------------------------------------- | ------------------------ | -------- | --- |
| 1999 | Quốc ca                                      | Nhiếp Nhĩ                |          | |
| 2001 | Balzac và cô thợ may Trung Hoa               | Lạc Minh                 |          | |
| 2002 | Uyên ương hồ điệp                            | A Tần                    |          | Nam diễn viên chính xuất sắc nhất LHP Kim Mã |
| 2003 | Những cô gái võ nghệ                         | Đường Chính              |          | |
| 2004 | Bảo bối đang yêu                             | Mao Mao                  |          | Vai diễn khách mời |
| 2005 | Lý phát sư                                   | Lục Bình                 |          | Giải thưởng nam diễn viên chính xuất sắc nhât LHP của các nhà phê bình phim Thượng Hải Đề cử giải Nam diễn viên chính xuất sắc nhất LHP Quốc tế Thượng Hải |
| 2006 | Cánh cửa                                     | Tưởng Trung Thiên        |          | Giải thưởng công trạng và giải thưởng đột phá LHP Quốc tế Thượng Hải Giải thưởng nam diễn viên yêu thích nhất LHP Sinh viên Bắc Kinh |
| 2006 | Vân thủy dao                                 | Trần Thu Thủy            |          | Giải thưởng công trạng và giải thưởng đột phá LHP Quốc tế Thượng Hải Giải Nam diễn viên xuất sắc nhất - LHP Kim Phượng Giải Nam diễn viên xuất sắc nhất LHP Hoa Biểu Giải Nam diễn viên yêu thích nhất LHP sinh viên Bắc Kinh Đề cử giải Nam diễn viên xuất sắc nhất LHP Bách Hoa, LHP Kim Kê; LHP sinh viên Bắc Kinh |
| 2007 | Cảnh sát dân chơi                            | Lâm Hanh                 |          | |
| 2008 | Họa bì                                       | Vương Sinh               |          | Nam diễn viên xuất sắc nhất LHP Bách Hoa Đề cử giải nam diễn viên yêu thích nhất LHP Sinh viên Bắc Kinh |
| 2009 | Hoa Mộc Lan                                  | Văn Thái                 |          | |
| 2009 | Đại nghiệp kiến quốc                         | Tưởng Kinh Quốc          |          | Đề cử giải Nam diễn viên yêu thích nhất LHP sinh viên Bắc Kinh |
| 2010 | Đám cưới vợ cũ                               | Mã Dũng                  |          | |
| 2010 | Nhượng tử đạn phi                            |                          |          | |
| 2010 | Khiên thượng điệp                            | Nghiêm Quốc              |          | |
| 2011 | Kiến đảng vĩ nghiệp                          | Chu Ân Lai               |          | |
| 2011 | Phần còn lại trên vai bạn                    |                          |          | |
| 2011 | Hạnh phúc ngạch độ                           |                          |          | |
| 2011 | Long môn phi giáp                            | Vũ Hóa Điền Phong Lý Đao |          | |
| 2012 | Tiền Học Sâm                                 | Tiền Học Sâm             |          | |
| 2012 | Họa bì 2 (Thuật hồi sinh)                    | Hoắc Tâm                 |          | |
| 2012 | Full Circle                                  |                          |          | |
| 2013 | Khi trẻ em nổi giận                          |                          |          | |
| 2013 | Choosing love                                |                          |          | |
| 2013 | Young Detective Dee - Rise of the Sea Dragon | Vương Phổ                |          | Vai diễn khách mời |
| 2013 | Quá giới                                     | Huy                      |          | |
| 2013 | The Intruder                                 |                          |          | |
| 2015 | Chung Quỳ phục ma: Tuyết ma yêu linh         |                          |          | |
| 2015 | Ma thổi đèn - Tầm long quyết                 | Hồ Bát Nhất              |          | |
| 2016 | Anh hùng nồi lẩu/Bí mật địa đạo              | Lưu Ba                   |          | |
| 2017 | Vụ tai nạn ngọt ngào                         | Trương Đào               |          | |
| 2020 | Phong Thần Tam Bộ Khúc 1                     | Nguyên Thủy Thiên Tôn    |          | |
| 2021 | Âm dương sư: Thị thần lệnh                   |                          |          | |

### Album ca nhạc
| Vol | Album                             | Phát hành  | Ghi chú |
| --- | --------------------------------- | ---------- | ------- |
| 1   | Osmosis 《渗透》                  | 15.11.2004 |         |
| 2   | To Come True Again 《再一次实现》 | 25.05.2006 |         |
| 3   | Mystery & Me 《谜&Me》            | 23.12.2009 |         |